# Canon EF
Bei der Canon EF handelte es sich um die erste Canon-Systemkamera mit eingebauter vollautomatischer Belichtungssteuerung. Diese war als Blendenautomatik ausgeführt. Die Kamera gehörte zur F-Serie und besaß einen Anschluss für Objektive mit FD-Bajonett. Sie erschien im November 1973 und blieb bis zum Erscheinen der Canon A-1 im Programm, hatte aber bereits mit der Vorstellung der Canon AE-1 nur noch im semi-professionellen Bereich eine Bedeutung.

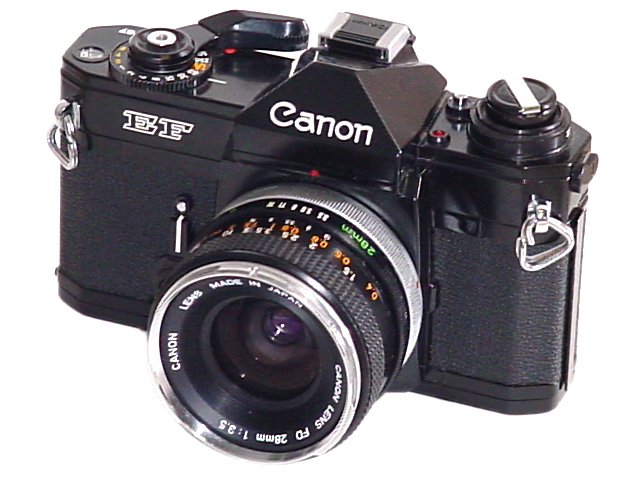
Canon EF

## Einordnung

### F-Serie
Die Canon EF erschien als letzte Kamera der F-Serie. Neu an der EF war die eingebaute Blendenautomatik. Solch eine Automatik konnte man zuvor zwar schon bei den Modellen EX und F-1 bekommen, bei der EX mit ihren Satzobjektiven handelte es sich aber um keine vollwertige Systemkamera und die F-1 benötigte dafür den teuren EE-Servo-Sucher aus dem Zubehörprogramm und zusätzlich entweder ein daran angeschlossenes, ebenfalls recht großes Batteriepaket oder aber man nützte als Stromquelle die Stromversorgung eines angeschlossenen Motorantriebs.
Diese Blendenautomatik wurde durch die 1971 erschienenen FD-Objektive ermöglicht: ein von der Kamera errechneter Blendenwert wurde auf mechanischem Wege auf das Wechselobjektiv übertragen und schloss entsprechend die Blende.

### Verbreitung
Aufgrund der technisch aufwändigen Automatik, aber auch des Metallverschlusses war die Canon EF recht teuer und verkaufte sich deswegen nur in kleinen Stückzahlen. Sie kostete mit dem Normalobjektiv Canon FD 50 mm f/1,8 rund 1200 DM. Dies konnte Canon erst mit der nachfolgenden A-Serie ändern, die aufgrund fortgeschrittener Elektronik mit weniger Bauteilen auskam und nur einen Tuchverschluss aufwies.

### Vergleich mit anderen Marken
Spiegelreflexkameras mit Belichtungsvollautomatik hatte Konica beginnend mit der Auto-Reflex schon seit 1965 im Programm. Es handelte sich bei ihr ebenfalls um eine Blendenautomatik, bei der das Maß der Blendenöffnung durch das Abtasten der Stellung des Messwerkzeigers auf rein mechanischem Wege erfolgte. Eine vollelektronische Belichtungssteuerung gab es zunächst nur bei Reflexkameras mit Zeitautomatik, so bei der 1971 erschienen Asahi Pentax Spotmatic ES, 1972 gefolgt von der Nikon EL und der Minolta XM. Die Canon EF hatte zwar, um den enormen Umfang der Belichtungsmessung bis hin zu 30 Sekunden Belichtungszeit zu ermöglichen, eine aufwendige Elektronik mit einer Silizium-Photodiode als Lichtempfänger und einem hochempfindlichen Messverstärker. Die Steuerung der Öffnung der Objektivblende geschah jedoch nach wie vor durch mechanisches Abtasten der Belichtungsmesser-Nadel.  Den Schritt zu einer rein elektronischen Belichtungsmessung, bei der das Maß der Blendenöffnung mit einem Elektromagneten gesteuert wird, ging die Firma Canon erst mit der nächsten Kamerageneration in Form der Canon AE1.

## Technik

### Gehäuse
Die Canon EF basierte auf dem Aluminiumgehäuse der Canon F-1, bei dem der Bajonettsockel an der Unterseite aus ergonomischen Gründen abgeschrägt war. Es ließ sich kein motorischer Filmtransport ansetzen.

### Sucher

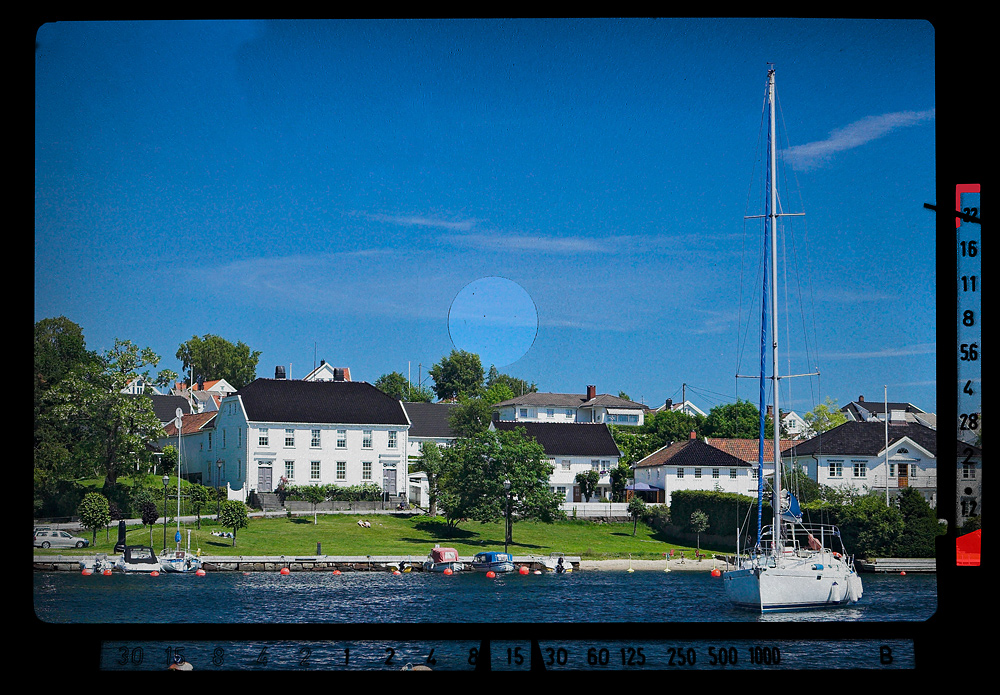
Suchereinblick: unten die Verschlusszeiten, rechts die Blendenwerte und in der Mitte das Feld mit Mikroprismenraster

Der Prismensucher und die Mattscheibe konnten im Gegensatz zur F-1 nicht ausgewechselt werden, was man allerdings auch nur bei Profikameras erwartete. Die Mattscheibe verfügte in der Bildmitte über ein Feld mit Mikroprismenraster, bei späteren Modellen über einen Mikroprismenring und Schnittbildentfernungsmesser. Diese neuere Mattscheibe erhöhte auch die Helligkeit im Sucher erkennbar.

### Filmtransport
Mit einer einzigen Bewegung wurde der Aufzug gespannt und der Film weitertransportiert. Der Aufzugshebel bewegte sich dabei um 120°. Bei neu eingelegtem Film war es nicht erforderlich, nach jeder Bewegung des Aufzugs den Auslöser zu betätigen, um bis zum ersten Bild zu kommen. Wiederholtes Betätigen des Aufzugs bis zum Blockieren genügte.
Für Mehrfachbelichtungen gab es ein Knopf im Hauptschalter. Drückte man ihn, dann wurde der Filmtransport ausgekuppelt und mit dem Schnellspannhebel nur der Verschluss aufgezogen.

### Belichtungsmessung
Im Gegensatz zur F-1 geschah die Belichtungsmessung mit einer Siliziumdiode. Solch eine Photodiode arbeitete auch noch bei größerer Dunkelheit trägheitsfrei. Der Messbereich der Canon EF reichte bei ISO 25/15° von 30 s bei f/1,4 bis 1⁄1000  s bei Blende 8. Dazu ließen sich am Verschlusszeitenrad Belichtungszeiten bis 30 s einstellen. Um mit dem sehr schwachen Strom einer Siliziumzelle messen zu können, besaß die EF ein MOS-Verstärker-IC.
Die Blende wurde mit einem Zeiger rechts im Sucher angezeigt und über den Blendensimulator auf das Objektiv übertragen. Die eingestellte Belichtungszeit ließ sich auf einer Skala am unteren Bildrand ebenfalls im Sucher ablesen.
Die Filmempfindlichkeit stellte man an einem um die Rückspulkurbel angeordneten Rad ein, das eine Entriegelungstaste besaß und von ISO 12/12° bis ISO 3200/36° reichte.
Die gemessenen AE-Werte konnten fixiert werden. („AE memory lock“)

### Blendenautomatik AE (Automatic Exposure)
Die Belichtungszeit konnte vorgewählt werden. Aus vorgewählter Belichtungszeit und Filmempfindlichkeit wurde die Blende ermittelt. Beim Auslösen des Verschlusses wurde die Springblende automatisch auf den von der Kamera ermittelten Wert geschlossen. Dabei wurde auch noch mithilfe einer Noppe des jeweiligen FD-Objektivs die größte mögliche Blende der Kamera mitgeteilt und entsprechend die Unter/Überbelichtungswarnung im Sucher verschoben.
Das Einstellrad für die Verschlussgeschwindigkeit war extra groß ausgeführt und ragte vorne über das Kameragehäuse hinaus; es konnte bequem mit rechtem Zeigefinger gedreht werden.

### Funktionsfähigkeit bei tiefen Temperaturen
Die Kamera sollte bis −20 °C (−4 °F) ihre Funktionsfähigkeit behalten.

### Verschluss
Genau wie bei der F-1 handelte es sich um einen Metall-Schlitzverschluss, der jedoch vertikal anstatt horizontal ablief und deswegen eine kürzeste Blitzsynchronzeit von 1⁄125  s ermöglichte. Die kürzeste Verschlusszeit lag aber im Gegensatz zur F-1 nur bei 1⁄1000 s. Es handelte sich um den Typ Copal Square.
Der Verschluss arbeitete im Bereich von 1⁄2 s bis zu 1⁄1000 s mechanisch und kam dann ohne Batterie aus; die längeren Zeiten bis 30 s und „B“ realisierte eine elektronische Steuerung. Sie ließ dabei eine rote Leuchtdiode oben auf dem Gehäusedeckel blinken.

### Stromversorgung

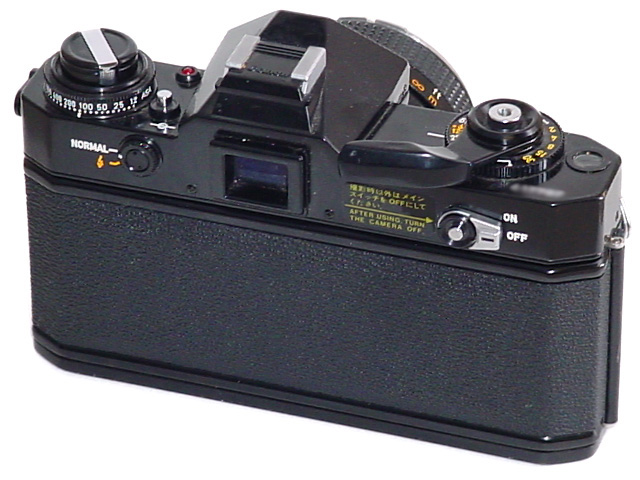
Rückansicht mit Hinweis neben dem Hauptschalter und dem Schalter für die CAT-Blitzautomatik

Wie alle Kameras der F-Serie verwendete auch die EF Quecksilber-Zink-Batterien vom Typ PX 625. Davon benötigte sie zwei Stück, für die es zwei separate Batteriefächer in der Bodenplatte gab. Solche Batterien, die mehr als 25 mg Quecksilber enthalten, wurden in der EU ab 1992 verboten. Da die Elektronik einen Spannungsregler besaß, war sie aber nicht, wie viele andere Kameras, auf die exakten 1,35 V einer solchen Quecksilberbatterie angewiesen und funktionierte auch mit einer 1,5 V-Knopfzelle einwandfrei. Ein Hauptschalter, dessen Hebel sich mit dem Daumen leicht umlegen ließ, aktivierte die Belichtungsmessung rechts hinten am Gehäusedeckel. Über eine automatische Abschaltung der Belichtungsmessung nach einer Zeit verfügte die EF nicht. Deshalb war neben dem Schalter der Schriftzug After using, turn the camera off angebracht, denn die aufwendigere Elektronik benötigte in eingeschaltetem Zustand mehr Strom als viele andere Kameras.

### CAT-Blitzautomatik
Die Canon EF arbeitete mit der CAT-Blitzautomatik zusammen, welche das Blitzgerät Canon Speedlight 133 D und das passende Objektiv mitsamt Blitzkuppler erforderte. Die Kamera stellte dabei auch die passende Blende automatisch ein. Dazu übertrug der Blitzkuppler die eingestellte Entfernung vom Objektiv zum Blitzgerät. Das Blitzgerät teilte der Kamera die Blende über zwei zusätzliche Kontakte im Blitzschuh mit. Für die CAT-Blitzautomatik gab es einen speziellen Drehschalter links neben dem Sucher, mit dem sie aktiviert wurde.

### Produktionsende
Die EF wurde 1978 von der Canon A-1 abgelöst. Dabei wurden alle Eigenschaften beibehalten oder übertroffen, bis auf den manuell arretierbaren Spiegel und den Metallverschluss. Deshalb war die A-1 nicht für die kurze Blitzsynchronzeit von 1⁄125 s geeignet und konnte nur Zeiten von 1⁄60 s und länger synchronisieren. Eine so kurze Synchronzeit wie die EF erreichte und übertraf erst 1986 das Nachfolgemodell der A-1, die T 90 mit einer Blitzsynchronzeit von 1⁄250 s.
Nach Erscheinen der Canon AE-1 im Frühjahr 1976, die ebenfalls ein Blendenautomat war, wurde die EF aber bereits kaum noch gekauft. Zwar musste man bei der AE-1 auf einige professionelle Ausstattungsmerkmale verzichten, der günstigere Preis und das kompaktere leichtere Gehäuse machten die AE-1 jedoch zu einem bisher unerreichten Erfolg mit einer Stückzahl von 5 Millionen Exemplaren. Zusätzlich bot die AE-1 die Möglichkeit, einen motorischen Filmtransport, einen modernen Systemblitz und eine Datenrückwand (Data Back) anschließen zu können.

### Objektive
Die EF ist für alle Objektive mit dem Canon FD-Bajonett und dem deutlich älteren Canon FL-Bajonett sowie Canon R-Bajonett geeignet. Auch einige andere Objektiv-Anschlüsse, wie zum Beispiel das verbreitete M42-Objektivgewinde sind mit passendem Adapter an der EF benutzbar.
Die komfortable TTL-Belichtungsmessung mit offener Blende sowie Blendenautomatik, ist aber nur mit dem FD-Bajonett möglich. Das Angebot von Canon FD-Objektiven reichte bei Vorstellung der EF vom 15 mm formatfüllenden Fischauge bis zum 300 mm Teleobjektiv. Zusätzlich gab es noch ein 7,5 mm rund abbildendes Fischauge und ein 1200 mm Tele. Auf Anfrage konnte auch ein 2000 mm oder 5200 mm Spiegelteleskopobjektiv geliefert werden. Alle später entwickelten Canon FD-Objektive sind ebenfalls mit vollem Funktionsumfang verwendbar.
Nahezu alle großen unabhängigen Objektiv-Hersteller boten ihre Objektive wahlweise auch mit dem für Canon passenden FD-Anschluss an.